# Hold Me Closer
«Hold Me Closer» —en español: «Abrázame más fuerte»— es una canción del cantante inglés Elton John y la cantante estadounidense Britney Spears. Fue lanzada como sencillo el 26 de agosto de 2022 a través de los sellos discográficos EMI y Mercury. La canción combina interpretaciones de las canciones «Tiny Dancer» (1971), «The One» (1992) y «Don't Go Breaking My Heart» (1976). La pista fue incluida en la reedición digital del álbum colaborativo de Elton, The Lockdown Sessions (2021). La canción marcó el primer lanzamiento musical de Spears en seis años y su primer lanzamiento después del término de su controvertida tutela.
«Hold Me Closer» recibió críticas mixtas de los críticos musicales, quienes elogiaron la producción, la interpolación y la voz de Spears, mientras que otros criticaron la menor cantidad de versos para ella. La canción encabezó las listas en cuatro países, incluidos Australia y Croacia, mientras que alcanzó el top 10 en 19 países, incluidos Reino Unido y Estados Unidos.

## Antecedentes y lanzamiento
Estoy muy emocionado de poder hacerlo con [Britney] porque, si es un gran éxito, y creo que puede serlo, le dará mucha más confianza de la que ya tiene y se dará cuenta de que la gente realmente la ama, se preocupan y quieren que sea feliz [...] Ha estado fuera tanto tiempo, hay mucho miedo allí porque ha sido traicionada muchas veces y en realidad no ha estado en el ojo público oficialmente durante tanto tiempo. Hemos estado sosteniendo su mano durante todo el proceso, asegurándole que todo estará bien.
—John sobre colaborar con Spears en la canción y apoyarla y tranquilizarla, The Guardian.

Las noticias sobre una colaboración entre los dos artistas se conocieron por primera vez a finales de julio de 2022. El 8 de agosto, John confirmó la colaboración, llamándola como una nueva versión de su sencillo de 1972 «Tiny Dancer». También lanzó una portada promocional con el título de la canción y con los emojis de una rosa y un cohete, el primero en referencia al uso regular de Spears en sus redes sociales, así como a su "Project Rose", y el segundo al popular apodo de John, "Rocket Man", compartiendo además el enlace de pre-guardado de la canción. El 19 de agosto, se anunció oficialmente el sencillo, junto con la fecha de lanzamiento y la portada. El 22 de agosto, John compartió un fragmento de la canción en sus redes sociales. El 23 de agosto interpretó de sorpresa un fragmento de la canción en el restaurante "La Guérite" en Cannes, frente a los comensales, siendo transmitido en vivo en sus redes sociales. Al día siguiente, Spears publicó un fragmento de la canción en sus redes sociales, revelando una nueva versión a dúo del sencillo de John de 1992 «The One», y además le agradeció por tenerla en la canción. Ese mismo día, John lanzó un adelanto para el visualizador animado del audio de la canción. Antes del lanzamiento de la canción, Spears comentó que "es muy genial [estar] cantando con uno de los hombres más clásicos de nuestro tiempo", revelando que se sentía "abrumada". Según los antecedentes, Spears completó su parte de la canción en menos de dos horas. El sencillo marca el primer lanzamiento musical de Spears desde 2016, así como su regreso a la música después de la terminación de su tutela. John reveló que su esposo, David Furnish, fue quién le sugirió que colaborara con Spears en la canción, y también dijo que creía que el proyecto "aumentaría" su confianza después del "momento traumático" que tuvo que atravesar. El productor discográfico, Andrew Watt, elogió la dedicación de Spears hacia el proyecto a pesar de su pausa musical indefinida, diciendo que "estaba tan preparada. Había pasado tiempo con la canción y sabía cómo quería hacerlo". Termina agregando que la canción "significaba mucho para ella, y puedes escucharla en su interpretación vocal. Está dándolo todo".
«Hold Me Closer» se lanzó el 26 de agosto en las plataformas de streaming y descarga digital. Ese mismo día, Universal Music envió el sencillo a las emisoras radiales en Italia. La portada muestra a ambos artistas cuando eran niños; Spears con un traje de ballet y John sentado al piano.

## Recepción
Tras su lanzamiento, «Hold Me Closer» tuvo una recepción polarizada por parte de los críticos musicales y los fanes. Michael Cragg de The Guardian calificó la canción con cuatro de cinco estrellas, elogiando la "entrega comprometida de Spears que cubre los reflejos fantasmales de la voz original de John". Además, escribió: "Tanto «The One», que compone los versos, como «Tiny Dancer» evocan la sensación de haber encontrado a alguien, o algo, con el poder de transformar una vida. Un tótem al que aferrarse y en el que creer. En «Hold Me Closer», Spears parece insinuar que encontrará eso para sí misma nuevamente en la música". María Siroki de Consequence calificó la canción de "soñadora y deliciosa", diciendo que "parece un clásico instantáneo porque, en el sentido literal, ya lo es: todos conocemos la melodía y la letra clave de memoria, pero las nuevas contribuciones de Spears brindan una giro actual que le da una nueva vida a la melodía original". Según Robin Murray de Clash, la pista es "una pieza de música pop ordenada, astuta y cuidadosamente refinada". Stephen Daw de Billboard opinó que la "producción lista para la pista de baile" hace que la canción sea "una excelente improvisación digna de los íconos que la interpretan", y destacó la voz de Spears como "fenomenal". Elizabeth Gregory de Evening Standard describió la canción como "un emotivo éxito de fin de verano", que es "desafiante en su brisa. Hay un trasfondo de tristeza, pero aquí triunfan los buenos tiempos". Mikael Wood de Los Angeles Times lo describió como "un bop, un banger, una vibra. [...] que realmente no puedas distinguir sus voces gracias a los cubos de Auto-Tune que solo hace que su emparejamiento sea mucho más dulce".
Llamándolo "una de las grabaciones más inútiles en la historia del pop", Neil McCormick de The Daily Telegraph calificó la canción con una de cinco estrellas y dijo que extraña "el descaro característico de Britney y con su voz apenas audible, esta horrible mezcla de dos canciones de Elton es un 'regreso' desconcertante ". También comparó la canción desfavorablemente con «Cold Heart (Pnau remix)» (2021), que también mezcló canciones más antiguas de John, pensando que "el rayo no ha caído dos veces".  En otra reseña de una estrella, Will Hodgkinson de The Times pensó que «Hold Me Closer» fue "una gran oportunidad desperdiciada", donde "toda el alma ha sido despojada" de «Tiny Dancer» de John y "Las voces de John y Spears han sido tratadas de una manera que los hace sonar como si pudieran disolverse en el fondo por completo". Ed Power de The Irish Times también lo consideró "una oportunidad desperdiciada" que "suena como forraje de pista de baile de un club nocturno regional alrededor de 1997", mientras que encuentra "la voz de Spears tan baja en la mezcla que tienes que verificarla dos veces para confirmar que está allí. Britney es el fantasma que acecha su propio regreso ".

## Videos musicales

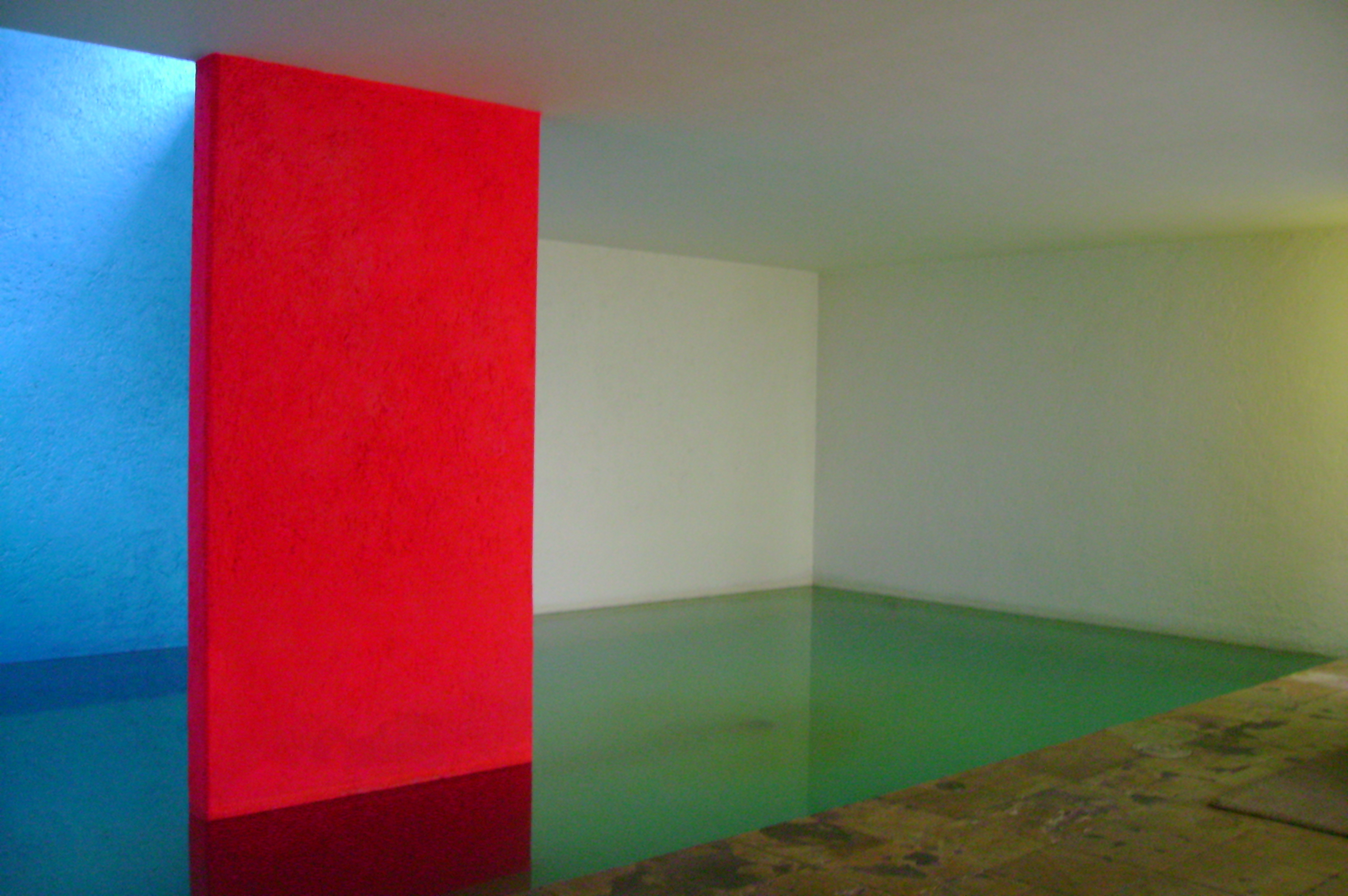
Fuente de la Casa Gilardi, una de las locaciones utilizadas para el primer video musical oficial, ubicada en Ciudad de México.

Las noticias sobre un posible video musical para la canción estallaron poco después de su lanzamiento. John confirmó la noticia a fines de septiembre de 2022, compartiendo un fragmento de la escena inicial del video en sus redes sociales, como una vista previa antes de su lanzamiento.
El video oficial de «Hold Me Closer» se estrenó por primera vez a través del canal Vevo de Elton John en YouTube el 27 de septiembre de 2022 y luego se lanzó oficialmente en su plataforma el mismo día. Dirigido por la directora ucraniana Tanu Muino, calificó su experiencia en la dirección del video como un momento "emocional". En una entrevista, comentó que creció escuchando a ambos artistas y que el video musical «I'm a Slave 4 U» (2001) de Spears la inspiró a convertirse en directora.
El primer video musical oficial fue grabado en diferentes puntos de la Ciudad de México y el Estado de México, México. Los lugares apreciables en el video son:
- Casa Gilardi, ubicada en Calle General Antonio León 82, San Miguel Chapultepec I Sección, Miguel Hidalgo, 11850 Ciudad de México.
- Casa-Estudio Agustín Hernández/Taller de Arquitectura Agustín Hernández, ubicada en Calle Bosque de Acacias 61, Bosque de las Lomas, Miguel Hidalgo, 11700 Ciudad de México.
- Cuadra San Cristóbal Los Clubes Luis Barragán, ubicada en Cerrada Manantial Oriente 20, Mayorazgos de los Gigantes, 52957 Ciudad López Mateos, Atizapán de Zaragoza, Estado de México.
- Escuela de Ballet Folklórico de México de Amalia Hernández, ubicada en Calle Violeta 31 esquina Riva Palacio, Cuauhtémoc, Guerrero, 06300 Ciudad de México.
- Línea 1 del Cablebús (afueras de la estación Cuautepec), ubicada en Cuautepec Alto Centro, Cuautepec, Gustavo A. Madero, 7100 Ciudad de México.
- Nido de Quetzalcóatl, ubicado en Calle Bosque de los Remedios 29, Paseos del Bosque, Naucalpan de Juárez, 53297 Estado de México.

El 23 de octubre de 2022, se lanzó un segundo video musical para el remix de la canción del DJ inglés Joel Corry. Fue dirigido por Rebekah Creative y producido por Greatcoat Films. El 18 de noviembre de 2022, se lanzó un tercer video musical, esta vez para la versión acústica de «Hold Me Closer». Fue dirigido por Tristan Nash e incluye la participación del patinador sobre hielo estadounidense Nathan Chen.

## Formatos
| Descarga digital y Streaming |                  |          |  |
| N.º                          | Título           | Duración |  |
| 1.                           | «Hold Me Closer» | 3:22     |  |

| Descarga digital y Streaming - Joel Corry remix |                                     |          |  |
| N.º                                             | Título                              | Duración |  |
| 1.                                              | «Hold Me Closer» (Joel Corry remix) | 4:08     |  |
| 2.                                              | «Hold Me Closer»                    | 3:22     |  |

| Descarga digital y Streaming - Purple Disco Machine remix |                                                      |          |  |
| N.º                                                       | Título                                               | Duración |  |
| 1.                                                        | «Hold Me Closer» (Purple Disco Machine remix)        | 3:38     |  |
| 2.                                                        | «Hold Me Closer» (Purple Disco Machine extended mix) | 5:54     |  |
| 3.                                                        | «Hold Me Closer»                                     | 3:22     |  |

| Descarga digital y Streaming - Pink Panda remix |                                            |          |  |
| N.º                                             | Título                                     | Duración |  |
| 1.                                              | «Hold Me Closer» (Pink Panda remix)        | 3:01     |  |
| 2.                                              | «Hold Me Closer» (Pink Panda extended mix) | 3:52     |  |
| 3.                                              | «Hold Me Closer»                           | 3:22     |  |

| Descarga digital y Streaming - Acoustic |                             |          |  |
| N.º                                     | Título                      | Duración |  |
| 1.                                      | «Hold Me Closer» (Acoustic) | 3:22     |  |
| 2.                                      | «Hold Me Closer»            | 3:22     |  |

| Sencillo en CD |                                     |          |  |
| N.º            | Título                              | Duración |  |
| 1.             | «Hold Me Closer»                    | 3:22     |  |
| 2.             | «Hold Me Closer» (Extended Version) | 4:48     |  |

| Sencillo en CD - Joel Corry remix |                                     |          |  |
| N.º                               | Título                              | Duración |  |
| 1.                                | «Hold Me Closer»                    | 3:22     |  |
| 2.                                | «Hold Me Closer» (Joel Corry remix) | 4:08     |  |

| Sencillo en CD - Purple Disco Machine remix |                                               |          |  |
| N.º                                         | Título                                        | Duración |  |
| 1.                                          | «Hold Me Closer»                              | 3:22     |  |
| 2.                                          | «Hold Me Closer» (Purple Disco Machine remix) | 3:38     |  |

## Créditos y personal
- Elton John – Voz, composición, piano, teclados.
- Britney Spears – Voz.
- Bernie Taupin – Composición.
- Andrew Watt – Teclados, bajo, guitarra, batería, composición.
- Cirkut – Teclados, programación, composición.
- Randy Merrill – Masterización.
- Serbio Ghenea –  Mezcla.
- Bryce Bordone –  Asistente de mezcla.
- Paul LaMalfa – Ingeniero de grabación.

## Posicionamiento en las listas
Hasta el 31 de agosto de 2022, «Hold Me Closer» vendió 22 295 unidades en el Reino Unido. Posteriormente debutó en el número tres de la lista UK Singles Chart del país, otorgándole a Spears su sencillo número 24 en alcanzar las diez primeras posiciones, y a su vez, el debut más alto desde «Scream & Shout» (2012), mientras que para John se convirtió en su sencillo número 35 en alcanzar los diez primeros lugares. En noviembre de 2022, fue certificado plata por la Industria Fonográfica Británica (BPI) por ventas equivalentes a 200 000 unidades.
La canción debutó en el puesto número uno de Australia, convirtiéndose en el primer sencillo número uno de Spears en el país desde «Everytime» (2004), así como su sexto en general, y marcó el quinto sencillo número uno de John en la lista.
En Estados Unidos, debutó en el número seis de la lista Billboard Hot 100, donde fue el vigésimo noveno sencillo de John en ubicarse entre los diez primeros lugares, siendo el segundo de 2022 después del número siete «Cold Heart (Pnau remix)» con Dua Lipa, y el vigésimo cuarto de Spears, siendo el primero desde su colaboración con will.i.am, «Scream & Shout», que fue número tres en 2013, y el primer ingreso de la cantante en la lista desde el 10 de diciembre de 2016. Además, John se convirtió en el séptimo cantante con más éxitos entre las diez primeras posiciones y Spears en la artista más joven en llegar al top diez en cuatro décadas diferentes (1990s, 2000s, 2010s, y 2020s).
En la misma edición de Billboard, debutó con 48 000 unidades digitales vendidas en el número uno en la lista Digital Songs, donde fue el octavo número uno de Spears y segundo de John, número diecisiete en la lista Streaming Songs, con 11,1 millones de reproducciones en las plataformas de streaming, y número treinta y uno en la lista Radio Songs, con 20,9 millones de audiencia de airplay radial. También debutó en el número uno de la lista Hot Dance/Electronic Songs, convirtiéndose en la tercera canción en la historia de la lista en hacerlo.

### Listas semanales
| África            |                                     |     |         |
| Nigeria           | Top 100 canciones                   | 60  | [ 48 ]  |
| Sudáfrica         | Top 100 canciones                   | 54  | [ 49 ]  |
| Sudáfrica         | Top 100 canciones radiales          | 2   | [ 50 ]  |
| América Central   |                                     |     |         |
| El Salvador       | Top 20 canciones                    | 12  | [ 51 ]  |
| Panamá            | Top 50 canciones                    | 34  | [ 52 ]  |
| América del Norte |                                     |     |         |
| Canadá            | AC                                  | 1   | [ 53 ]  |
| Canadá            | Canadian Digital Songs              | 1   | [ 54 ]  |
| Canadá            | Canadian Hot 100                    | 3   | [ 55 ]  |
| Canadá            | CHR/Top 40                          | 7   | [ 56 ]  |
| Canadá            | Hot AC                              | 1   | [ 57 ]  |
| Estados Unidos    | Adult Contemporary                  | 4   | [ 58 ]  |
| Estados Unidos    | Adult Top 40                        | 1   | [ 59 ]  |
| Estados Unidos    | Billboard Hot 100                   | 6   | [ 60 ]  |
| Estados Unidos    | Dance/Electronic Digital Song Sales | 1   | [ 61 ]  |
| Estados Unidos    | Dance/Electronic Streaming Songs    | 1   | [ 62 ]  |
| Estados Unidos    | Dance/Mix Show Airplay              | 1   | [ 63 ]  |
| Estados Unidos    | Digital Songs                       | 1   | [ 64 ]  |
| Estados Unidos    | Global 200                          | 6   | [ 65 ]  |
| Estados Unidos    | Hot Dance/Electronic Songs          | 1   | [ 47 ]  |
| Estados Unidos    | Mainstream Top 40                   | 10  | [ 66 ]  |
| América del Sur   |                                     |     |         |
| Argentina         | Top 100 canciones                   | 100 | [ 67 ]  |
| Bolivia           | Top 20 canciones                    | 11  | [ 68 ]  |
| Brasil            | Top 100 canciones                   | 57  | [ 69 ]  |
| Chile             | Top 20 canciones                    | 12  | [ 70 ]  |
| Paraguay          | Top 20 canciones                    | 8   | [ 71 ]  |
| Venezuela         | Top 100 canciones                   | 38  | [ 72 ]  |
| Asia              |                                     |     |         |
| Japón             | Top 20 canciones                    | 3   | [ 73 ]  |
| Malasia           | Top 20 canciones                    | 9   | [ 74 ]  |
| Europa            |                                     |     |         |
| Alemania          | Top 100 canciones                   | 31  | [ 75 ]  |
| Alemania          | Top 30 canciones radiales           | 1   | [ 76 ]  |
| Austria           | Top 40 canciones                    | 23  | [ 77 ]  |
| Bélgica (Flandes) | Top 50 canciones                    | 5   | [ 78 ]  |
| Bélgica (Valonia) | Top 50 canciones                    | 4   | [ 79 ]  |
| Bulgaria          | Top 10 canciones                    | 9   | [ 80 ]  |
| Croacia           | Top 100 canciones                   | 1   | [ 81 ]  |
| Dinamarca         | Top 40 canciones                    | 36  | [ 82 ]  |
| Eslovaquia        | Top 100 canciones                   | 75  | [ 83 ]  |
| Eslovaquia        | Top 100 canciones radiales          | 11  | [ 84 ]  |
| España            | Top 50 canciones radiales           | 10  | [ 85 ]  |
| Finlandia         | Top 100 canciones radiales          | 14  | [ 86 ]  |
| Francia           | Top 100 canciones                   | 65  | [ 87 ]  |
| Hungría           | Top 40 canciones                    | 1   | [ 88 ]  |
| Irlanda           | Top 100 canciones                   | 2   | [ 89 ]  |
| Islandia          | Top 40 canciones                    | 2   | [ 90 ]  |
| Italia            | Top 100 canciones                   | 74  | [ 91 ]  |
| Letonia           | Top 40 canciones radiales           | 2   | [ 92 ]  |
| Lituania          | Top 100 canciones                   | 28  | [ 93 ]  |
| Luxemburgo        | Top 100 canciones                   | 22  | [ 94 ]  |
| Noruega           | Top 100 canciones                   | 23  | [ 95 ]  |
| Países Bajos      | Top 40 canciones                    | 10  | [ 96 ]  |
| Polonia           | Top 100 canciones radiales          | 2   | [ 97 ]  |
| Portugal          | Top 100 canciones                   | 41  | [ 98 ]  |
| Reino Unido       | Top 100 canciones                   | 3   | [ 99 ]  |
| Reino Unido       | Top 100 canciones digitales         | 1   | [ 100 ] |
| República Checa   | Top 100 canciones                   | 98  | [ 101 ] |
| Rusia             | Top 100 canciones radiales          | 2   | [ 102 ] |
| Suecia            | Top 100 canciones                   | 21  | [ 103 ] |
| Suiza             | Top 100 canciones                   | 7   | [ 104 ] |
| Ucrania           | Top 100 canciones                   | 83  | [ 105 ] |
| Oceanía           |                                     |     |         |
| Australia         | Top 100 canciones                   | 1   | [ 106 ] |
| Nueva Zelanda     | Top 40 canciones                    | 4   | [ 107 ] |
| Oriente           |                                     |     |         |
| Israel            | Top 20 canciones                    | 1   | [ 108 ] |
| Líbano            | Top 20 canciones                    | 5   | [ 109 ] |

## Certificaciones
| América del Norte |                   |                         |           |         |
| Canadá            | MC                | Triple disco de platino | 240 000   | [ 110 ] |
| Estados Unidos    | RIAA              | Disco de platino        | 1 000 000 | [ 111 ] |
| América del Sur   |                   |                         |           |         |
| Brasil            | Pro-Música Brasil | Disco de oro            | 20 000    | [ 112 ] |
| Europa            |                   |                         |           |         |
| Austria           | IFPI Austria      | Disco de platino        | 30 000    | [ 113 ] |
| Bélgica           | BEA               | Disco de oro            | 20 000    | [ 114 ] |
| Dinamarca         | IFPI Denmark      | Disco de platino        | 90 000    | [ 115 ] |
| España            | PROMUSICAE        | Disco de platino        | 60 000    | [ 116 ] |
| Francia           | SNEP              | Disco de platino        | 200 000   | [ 117 ] |
| Italia            | FIMI              | Disco de platino        | 100 000   | [ 118 ] |
| Polonia           | ZPAV              | Disco de platino        | 50 000    | [ 119 ] |
| Reino Unido       | BPI               | Disco de platino        | 600 000   | [ 120 ] |
| Suiza             | IFPI Switzerland  | Disco de oro            | 10 000    | [ 121 ] |
| Oceanía           |                   |                         |           |         |
| Australia         | ARIA              | Disco de oro            | 35 000    | [ 122 ] |
| Nueva Zelanda     | RMNZ              | Disco de platino        | 30 000    | [ 123 ] |

## Premios y nominaciones
| Premiación                   | Nominación                          | Resultado | Ref.    |
| ---------------------------- | ----------------------------------- | --------- | ------- |
| NRJ Music Awards 2022        | Colaboración internacional del año  | Nominado  | [ 124 ] |
| People's Choice Awards 2022  | Mejor colaboración del 2022         | Nominado  | [ 125 ] |
| Electronic Music Awards 2023 | Canción bailable del año            | Nominado  | [ 126 ] |
| Electronic Music Awards 2023 | Remezcla del año (Joel Corry remix) | Ganador   | [ 126 ] |
| Gold Derby Music Awards 2023 | Mejor colaboración                  | Nominado  | [ 127 ] |
| Billboard Music Awards 2023  | Mejor canción bailable/electrónica  | Nominado  | [ 128 ] |
| BreakTudo Awards 2023        | Colaboración internacional          | Nominado  | [ 129 ] |

## Historial de publicaciones
| País                       | Fecha                   | Formato                                                                                   | Versión                               | Discográfica  | Ref.    |
| -------------------------- | ----------------------- | ----------------------------------------------------------------------------------------- | ------------------------------------- | ------------- | ------- |
| Historial de publicaciones |                         |                                                                                           |                                       |               |         |
| Varios                     | 26 de agosto de 2022    | Descarga digital - Streaming                                                              | Original                              | EMI - Mercury | [ 130 ] |
| Italia                     | 26 de agosto de 2022    | Radio airplay                                                                             | Original                              | Universal     | [ 131 ] |
| Estados Unidos             | 29 de agosto de 2022    | Adult contemporary radio - Hot adult contemporary radio - Modern adult contemporary radio | Original                              | Interscope    | [ 132 ] |
| Estados Unidos             | 30 de agosto de 2022    | Contemporary hit radio                                                                    | Original                              | Interscope    | [ 133 ] |
| Varios                     | 7 de octubre de 2022    | Descarga digital - Streaming                                                              | Joel Corry remix                      | EMI - Mercury | [ 134 ] |
| Varios                     | 21 de octubre de 2022   | Descarga digital - Streaming                                                              | Purple Disco Machine remix            | EMI - Mercury | [ 135 ] |
| Varios                     | 4 de noviembre de 2022  | Descarga digital - Streaming                                                              | Pink Panda remix                      | EMI - Mercury | [ 136 ] |
| Varios                     | 18 de noviembre de 2022 | Descarga digital - Streaming                                                              | Acoustic                              | EMI - Mercury | [ 137 ] |
| Varios                     | 18 de noviembre de 2022 | Sencillo en CD                                                                            | Original & Extended                   | EMI - Mercury | [ 138 ] |
| Varios                     | 18 de noviembre de 2022 | Sencillo en CD                                                                            | Original & Joel Corry remix           | EMI - Mercury | [ 139 ] |
| Varios                     | 18 de noviembre de 2022 | Sencillo en CD                                                                            | Original & Purple Disco Machine remix | EMI - Mercury | [ 140 ] |